# 红枝蒲桃
红枝蒲桃（学名：Syzygium rehderianum）为桃金娘科蒲桃属的植物，为中国的特有植物。分布于中国大陆的广东、福建、广西等地，生长于海拔160米的地区，见于疏林中、林中、山谷、常绿阔叶林中、山坡或溪边，目前尚未由人工引种栽培。